# Association internationale africaine
Pour les articles homonymes, voir AIA.

Drapeau de l'Association internationale africaine (détails)

L'Association internationale africaine (AIA, nom complet : Association internationale pour l'exploration et la civilisation de l'Afrique centrale) est une organisation créée par Léopold II de Belgique avec des ambitions affichées humanitaires pour l'Afrique centrale en la région qui allait devenir l'État indépendant du Congo, et de nos jours la République démocratique du Congo.

## Histoire
Elle est créée en 1876 lors de la conférence géographique de Bruxelles, à laquelle Léopold II invite une quarantaine d'experts, généralement pour leurs connaissances géographiques ou leurs engagements philanthropes (ou philanthropiques). Ils proviennent de nombreux pays européens. À l'origine, l'association est donc le fait de plusieurs personnes, avec des intérêts économiques et humanitaires, mais elle devient rapidement dominée par Léopold II et des préoccupations de profits en Afrique.
Les objectifs originels de l'Association sont la découverte des terres inconnues du bassin du Congo et la mission de civiliser leurs habitants ainsi que de supprimer la traite des Noirs (esclavage). 
L'association est envisagée comme devant être le réceptacle des idéaux philanthropes des nations européennes présentes à la Conférence pour l'Afrique subsaharienne.
Chaque État établit cependant ses propres associations, qui ne rendent jamais compte de leurs actions à l'AIA. 
Les intérêts économiques nationaux prennent rapidement le pas sur les idéaux humanistes et civilisateurs. 
Chacun de ces comités met en place des expéditions nationales pour l'exploration de l'intérieur de l'Afrique, avec plus de compétition que de coopération entre elles, avec le but non avoué de prendre possession des terres découvertes pour le compte de leur propre État. 
De 1879 à 1884, l'explorateur Henry Morton Stanley retourne au Congo, pas cette fois-ci en tant que reporter à la recherche de David Livingstone, mais en tant qu'agent de Léopold II devant, sous couvert de l'Association internationale africaine, établir en secret un État au Congo. 
À cette époque, le Français Pierre Savorgnan de Brazza explore la rive occidentale du fleuve Congo et fait hisser le drapeau français sur la station nouvellement baptisée de Brazzaville en 1881. 
Adolphe Burdo, membre de la Société royale belge de géographie, publie des extraits des rapports des voyageurs de l’Association internationale africaine, l’Association s’étant donné pour but de relier la côte orientale d’Afrique à l’océan Atlantique par des stations allant de Zanzibar au lac Tanganyika et de Nyangwé à l’embouchure du Congo, elle envoie Adolphe Burdo en mission au Congo en 1880.
Le Portugal, qui a également des revendications en la région issue de ses anciens traités avec l'Empire Kongo, conclut un traité avec le Royaume-Uni le 26 février 1884 pour bloquer l'accès de l'océan Atlantique à l'AIA.
À la même époque, plusieurs pays européens tentent de prendre pied en Afrique.
La France occupe la Tunisie et le territoire de l'actuelle République du Congo en 1881, et la Guinée à partir de 1884. 
En 1882, la Grande-Bretagne occupe l'Égypte ottomane, et pénètre au Soudan et au Somaliland. 
En 1870 et 1882, l'Italie prend possession de l'Érythrée, pendant que l'Allemagne s'établit au Togo, au Kamerun et au Sud-Ouest africain en 1884.
L'importance des intérêts nationaux divergents provoque la ruine de l'association en tant qu'organisme philanthrope multinational.
La conférence de Berlin de 1884-1885 consacre la fin de cette conception de l'Association, la conférence se terminant par ce qui devint connu sous le nom de Partage de l'Afrique.
Malgré la faillite de la première conception de l'Association, la section belge continue de promouvoir des missions humanitaires en Afrique. 
L'AIA est rebaptisée Comité d'études du Haut-Congo puis Association internationale du Congo en 1878.
Le colonel Maximilien Strauch préside ces deux associations. 
L'Association internationale du Congo a des orientations économiques affichées, mais garde certaines des ambitions humanitaires de l'AIA. Léopold II commença cependant à faire venir discrètement des investisseurs privés au sein de l'Association, avec des ambitions de profits. Il amena ainsi peu à peu l'Association à devenir une entreprise commerciale privée. L'Association cédera sa place en 1885 à l'État indépendant du Congo, qui hérite de ses structures.